# Póvoa de Góis
A Póvoa de Góis é uma aldeia do Município de Góis localizada próximo do limite com o Município de Arganil. A povoação pertence à freguesia de Góis. No centro da aldeia existe uma pequena capela dedicada a São Sebastião, com dois relógios no alto da sua torre.
Muitas das casas da aldeia foram construídas com tijolo burro em conjunto com as típicas pedras locais pois, outrora, havia no cimo da povoação uma fábrica de tijolos, construída para fornecer os tijolos usados na construção de um túnel para o projeto de uma linha de comboio que chegaria até Arganil mas, infelizmente, o projeto foi abandonado e a linha parou em Serpins.